# Hérouvillette
Hérouvillette é uma comuna francesa na região administrativa da Normandia, no departamento Calvados. Estende-se por uma área de 4,01 km². Em 2010 a comuna tinha 1 332 habitantes (densidade: 332,2 hab./km²).